# Wired
Wired este o revistă americană lunară care are ca subiect impactul pe care le poate avea tehnologiile emergente în cultură, economie și politică. Prima apariție a fost în Ianuarie 1993. Revista este deținută de compania media Condé Nast Publications, care mai deține revistele Vanity Fair, Vogue, The New Yorker și Architectural Digest. În aprilie 2008, revista avea un tiraj mediu de aproximativ 706.000 exemplare. 
Revista se publică și în ediții din alte țări: Wired UK, Wired Italia, Wired Japan și Wired Germany.
Din 2004 până în 2008, Wired a organizat anual NextFest, un festival de produse inovatoare și tehnologii  O ediție a fost planificată și pentru 2009, dar a fost mai târziu a fost anulată.